# Killer Eye: Halloween Haunt
Pour plus de détails, voir Fiche technique et Distribution.
Killer Eye: Halloween Haunt est un film d'horreur américain réalisé par Charles Band, sorti en 2011. 
Killer Eye: Halloween Haunt est la suite de The Killer Eye (en) sorti en 1999.

## Synopsis
Lorsque Jenna demande à quatre de ses amies de l'aider à convertir un vieux manoir en maison hantée pour Halloween, elles décident de faire la fête à la place. L'ambiance est torride entre les filles, jusqu'à ce qu'elles libèrent accidentellement le Killer Eye.

## Fiche technique
- Lieux de tournage : Los Angeles, Californie, États-Unis
- Date de sortie : 18 octobre 2011  États-Unis

## Distribution
- Erica Rhodes : Jenna
- Olivia Alexander (en) : Giselle
- Ariana Madix : Catalina
- Chelsea Edmundson : Rocky
- Lauren Furs : Kiana
- Danielle Stewart : la voix de la maman
- Circus-Szalewski : la voix de la boule de cristal